# Марьямов, Александр Моисеевич
Алекса́ндр Моисе́евич Марья́мов (5 июня 1909, Одесса — 9 декабря 1972, Москва) — советский кинодраматург, литературовед, писатель.

## Биография
Родился 23 мая (по старому стилю) 1909 года в Одессе, в семье черниговского мещанина Моисея Янкелевича Марьямова (1874—?) и Елизаветы Янкелевны Марьямовой (в девичестве Подольской, 1883—?), заключивших брак там же 29 августа 1906 года. Дед со стороны матери был никопольским купцом второй гильдии. Окончил Черкасский педагогический институт (филологический факультет). Его газетные очерки с 1925 года публиковались в периодике Черкасс, Харькова, Винницы, Москвы («Гудок», «Пионерская правда»). В 1928 году Наркомпросом УССР откомандирован в Иран, в 1929 году об иранском путешествии вышла его первая книга на украинском языке. С того же года под именем Ол. Мар’ямов сотрудничал с харьковским ежемесячником «Нова генерацiя».
В качестве матроса в 1934 году участвовал в походе ледореза «Ф. Литке» из Севастополя во Владивосток. По возвращении работал в «Пионерской правде» в Москве, ездил по стране, сотрудничал с провинциальными газетами. На материале поездки на Кольский полуостров в 1935 году выпустил первую книгу рассказов на русском языке. В 1939 году после публикации о Полтаве близко познакомился с В. Б. Шкловским, став его помощником и другом на долгие годы.
С марта 1941 служил на Северном флоте СССР в качестве корреспондента газеты «Краснофлотец». Начало войны застало его в Полярном, от Политуправления Северного флота участвовал в операциях подводников и моряков-десантников, автор очерков о моряках и лётчиках. Последним местом службы был Дальневосточный фронт, демобилизовался в январе 1946 года.
В период 1947—1954 годов работал заведующим отделом искусств в«Литературной газете», заместителем главного редактора журнала «Юность», с 1955 года — член редколлегии журнала «Новый мир».
В период 1950—1960-х годов сотрудничал с Центральной студией документальных фильмов, выступал в периодике как кинокритик.
Член Союза писателей СССР с 1934 года, член КПСС с 1942 года.
Скончался 9 декабря 1972 года в Москве.

### Семья
- отец — Моисей Яковлевич (Мошко Янкелевич) Марьямов[10];
- жена — Елена Владимировна Савченко (1914—2002), актриса, педагог ВГИКа[4];
- двоюродный брат — Евгений Эммануилович Жарковский, композитор[11];
- сын — Михаил Александрович Марьямов (род. 1934), выпускник МИИТа, режиссёр учебных, научно-популярных и документальных фильмов;
- сын — Александр Александрович Марьямов (род. 1937), журналист, сценарист[4].

## Фильмография
- 1954 — На стройках столицы (автор дикторского текста совместно с И. Сергеевым)[12]
- 1954 — Остров Сахалин (автор дикторского текста)
- 1954 — Первая весна (автор дикторского текста)[13]
- 1955 — В центре Арктики (автор дикторского текста)[14]
- 1956 — Охотники южных морей (автор дикторского текста)[15]
- 1957 — Встречи с солнцем (совместно с В. Беляевым; также автор дикторского текста совместно с Е. Рыссом)[16]
- 1957 — Живи, человек![9]
- 1957 — На шестом континенте (автор дикторского текста)[17]
- 1958 — Домик в тундре[18]
- 1958 — С киноаппаратом по тайге и тундре[4]
- 1959 — Малая Земля (автор дикторского текста)[19]
- 1960 — Всеволод Вишневский (также автор дикторского текста)[20]
- 1960 — Они учатся в СССР (автор дикторского текста)[21]
- 1961 — Подводная лодка (совместно с  Ю. Вышинским, Э. Смирновым)
- 1961 — Суэцкий канал (автор дикторского текста)[22]
- 1961 — Театр «Кабуки» в СССР (автор дикторского текста)[23]
- 1962 — В Новой Зеландии (автор дикторского текста)[9]
- 1963 — На Курской дуге[24]
- 1963 — Под созвездием дружбы[4]
- 1965 — Мы, русский народ (совместно с С. Вишневецкой, В. Строевой)
- 1979 — Казаки-разбойники

## Награды
- орден Красной Звезды (12 июля 1942)[25];
- орден Отечественной войны I степени (8 ноября 1944)[26];
- медаль «За оборону Советского Заполярья» (1945)[27];
- медаль «За победу над Германией в Великой Отечественной войне 1941—1945 гг.» (1945)[8];
- медаль «За победу над Японией» (1945)[8].